# Hwang Jang-yop
Pour les articles homonymes, voir Hwang.
Hwang Jang-yop (en coréen : 황장엽), né le 17 février 1923 et mort le 10 octobre 2010, est un homme d'État nord-coréen, président de l’Assemblée populaire suprême de 1972 à 1983.
Inspirateur de la doctrine du « Juche », il est le cadre le plus haut placé du régime nord-coréen à avoir fait défection. Il se réfugie à Séoul en 1997, lors d'une visite en Chine.
Depuis, menacé sur le site internet de Pyongyang, Uriminzokkiri, et placé sous protection de la police sud-coréenne, il avait échappé à plusieurs tentatives d'assassinat avant de mourir de causes naturelles à 87 ans.

## Biographie
Après sa défection vers la Corée du Sud, sa femme s’est suicidée et les enfants n’ont pas fait d’apparition publique.
Il a publié ses mémoires en 1999.
Les informations qu’il a livrées aux services de renseignement n’ont pas été cruciales car en Corée du Nord il restait dans son domaine idéologique et académique, hors du cercle rapproché de Kim Il-sung et de Kim Jong-il.
Il est mort d’une crise cardiaque le 10 octobre 2010.

## Défection

### Déroulement
Le mercredi 12 février 1997, lors d’une visite à Pékin, Hwang Jang-yop et Kim Duk-hong réclament une protection et un sauf-conduit à la Corée du Sud.
La défection arrive sur le chemin du retour d'une visite à Tokyo. Hwang et Kim sont en transit à Pékin et doivent regagner Pyongyang par train, mais se rendent en taxi au consulat de Corée du Sud au quartier diplomatique de Sanlitun. Leur fuite est organisée par l'homme d'affaires sud-coréen Lee Yon-gil, que Kim Duk-hong connaît par ses relations avec une société de commerce qui avait un bureau à Pékin.
Hwang et Kim avaient pour projet initial de faire défection à Tokyo, reporté à cause d’un encadrement trop présent. Hwang pensait à cette fuite depuis un an.
Pékin expulse les deux hommes le 18 mars 1997 à Baguio, aux Philippines, puis ils logent à la base militaire de Magsaysay (Manille). Ils arrivent à Séoul le 20 avril 1997.
Dû à son rôle important dans le régime nord-coréen, la défection de Hwang cause une vaste agitation. Le Washington Post la décrit comme l’équivalent de « Joseph Goebbels qui se serait exilé de l’Allemagne nazie ».

### Raisons de la défection
Hwang avait dévié de la ligne du régime en exprimant sa position à Moscou : ne pas vouloir de guerre pour la réunification.
Il se sentait attaqué par la propagande nord-coréenne, le Rodong Sinmun parlant des « opportunistes et les traitres qui prétendaient être loyaux » et le Kulloja par la plume de Kim Jong-il dénonça les « spécialistes en science sociale » qui ne comprenait pas vraiment la doctrine du juche.
Du point de vue de Hwang, qui refuse l’utilisation du mot défection, parle de demande de « passage » qui tenait à « un sentiment patriotique » au-dessus de ses intérêts personnels.
Hwang a justifié son geste en exprimant sa volonté de participer à la réconciliation nationale.

## Réactions
Dans un premier temps, Pyongyang communique en indiquant que les deux hommes ont été « enlevés par l’ennemi » et envoie du personnel à Pékin, chargé de les capturer ou de les assassiner.
Pékin réagit en positionnant des blindés devant le consulat de Corée du Sud et refuse de renvoyer les deux hommes en Corée du Nord, du fait des pressions internationales.
Kim Jong-il réagit à cette affaire de manière détournée en déclarant que « les lâches qui veulent partir n’ont qu’à s’en aller ». La Corée du Nord présente alors Hwang comme un « traître » et un « criminel ».